# Europees kampioenschap voetbal 2012 (kwartfinale) Engeland - Italië
Dit artikel gaat over de vierde wedstrijd in de kwartfinales tussen Engeland en Italië die gespeeld zal worden op 24 juni 2012 tijdens het Europees kampioenschap voetbal 2012.
Het was de achtentwintigste wedstrijd van het toernooi en werd gespeeld in het NSK Olimpiejsky in Kiev. De winnaar treft op 28 juni in de halve finale Duitsland.

## Voorafgaand aan de wedstrijd
- Op 6 juni 2012 stond Engeland op de zevende en Italië op de twaalfde plaats van de FIFA-wereldranglijst.[1]
- Engeland kwalificeerde zich voor de kwartfinale door als eerste te eindigen in Groep D. Het won van zowel Oekraïne als Zweden en speelde gelijk tegen de Fransen. Italië kwalificeerde zich door als tweede te eindigen in Groep C. Het speelde de eerste groepswedstrijd gelijk, tegen de Spanjaarden, die de eerste plaats in de groep bereikten. Ook speelde het een 1-1 gelijkspel tegen Kroatië. Omdat Kroatië nipt verloor van Spanje en Italië won van Ierland met 2-0, kon het met 5 punten door.

## Wedstrijdgegevens

De basisopstellingen van beide landen

| Datum                | 24 juni 2012                   | 24 juni 2012                   |
| Wedstrijdnummer      | 28                             | 28                             |
| Stadion              | NSK Olimpiejsky, Kiev          | NSK Olimpiejsky, Kiev          |
| Toeschouwers         | 64.340                         | 64.340                         |
| Scheidsrechter       | Pedro Proença                  | Pedro Proença                  |
| Assistenten          | Bertino Miranda Ricardo Santos | Bertino Miranda Ricardo Santos |
| Vierde man           | Cüneyt Çakır                   | Cüneyt Çakır                   |
| Man van de wedstrijd | Andrea Pirlo                   | Andrea Pirlo                   |
|                      | Engeland                       | Italië                         |
| Doelpunten           | 0                              | 0                              |
| Gele kaarten         | 0                              | 2                              |
| Rode kaarten         | 0                              | 0                              |
| Wissels              | 3                              | 3                              |
| Schoten op doel      | 4                              | 20                             |
| Schoten naast doel   | 5                              | 15                             |
| Overtredingen        | 15                             | 11                             |
| Hoekschoppen         | 3                              | 7                              |
| Vrije trappen        | 3                              | 6                              |
| Balbezit (%)         | 36                             | 64                             |

| Engeland | 0 – 0               | Italië |
| | goals (assists)     | |
| Steven Gerrard Wayne Rooney Ashley Young Ashley Cole | strafschoppen 2 – 4 | Mario Balotelli Riccardo Montolivo Andrea Pirlo Antonio Nocerino Alessandro Diamanti |
| Roy Hodgson | bondscoach          | Cesare Prandelli |
| Joe Hart Ashley Cole Joleon Lescott John Terry Glen Johnson Scott Parker 94' Steven Gerrard Ashley Young Wayne Rooney James Milner 61' Danny Welbeck 60' | opstellingen        | Gianluigi Buffon Federico Balzaretti Leonardo Bonucci Andrea Barzagli 90+1' Ignazio Abate Andrea Pirlo 80' Daniele De Rossi Claudio Marchisio Riccardo Montolivo Mario Balotelli 78' Antonio Cassano |
| Andy Carroll 60' Theo Walcott 61' Jordan Henderson 94'                                                                                                   | wissels             | 78' Alessandro Diamanti 80' Antonio Nocerino 90+1' Christian Maggio |
| | gele kaarten        | 82' Andrea Barzagli 90+4' Christian Maggio |
| | rode kaarten        | |

## Wedstrijden
| Groepswedstrijden | | | |
| Groep A | Groep B | Groep C                                                                                               | Groep D |
| Polen - Griekenland Rusland - Tsjechië Griekenland - Tsjechië Polen - Rusland Tsjechië - Polen Griekenland - Rusland | Nederland - Denemarken Duitsland - Portugal Denemarken - Portugal Nederland - Duitsland Portugal - Nederland Denemarken - Duitsland | Spanje - Italië Ierland - Kroatië Italië - Kroatië Spanje - Ierland Kroatië - Spanje Italië - Ierland | Frankrijk - Engeland Oekraïne - Zweden Oekraïne - Frankrijk Zweden - Engeland Engeland - Oekraïne Zweden - Frankrijk |
| Kwartfinales | | | |
| Tsjechië - Portugal                                                                                                  | Duitsland - Griekenland | Spanje - Frankrijk                                                                                    | Engeland - Italië |
| Halve finales | | | |
| ‎Portugal - Spanje | ‎Portugal - Spanje | Duitsland - Italië                                                                                    | Duitsland - Italië                                                                                                   |
| Finale | | | |
| Spanje - Italië | | | |